# Бурошапочная пуховка
Бурошапочная пуховка (лат. Bucco macrodactylus) — вид птиц из семейства пуховковых. Подвидов не выделяют.

## Распространение
Обитают в южной части Венесуэлы, на востоке Колумбии, в Эквадоре, Перу, части бразильской Амазонии и на севере Боливии.

## Описание
Длина тела 14—16,5 см. Масса 25 г. Корона каштановая. Имеется длинная прямая белая «бровь». На голове под «щекой» белая полоса, разделяющая область чёрного цвета. Подбородок и верхняя часть горла рыжевато-белые, есть узкий ярко-оранжево-рыжий воротник на шее. Остальная часть тела тёмно-коричневая, несколько больше светлых полос имеется на спине, много их на крупе. Лёгкий охристо-рыжий гребешок присутствует на нижней части спины, лопатках и кроющих перьях крыльев. Хвост довольно длинный, узкий, градуированный примерно на треть длины, темно-коричневый. Беловатая верхняя часть грудки, остальная часть нижней стороны тела в основном охристая с мелкой неопределенной тёмной перемычкой, за исключением нижней части брюшка. Радужная оболочка от красного до коричневого цвета, кольцо вокруг открытого глаза темно-серое. Ноги птицы коричневато-серые или зеленовато-серые. Неполовозрелые особи похожи на взрослых птиц, но отличаются более коротким клювом. Сзади представителей вида можно спутать с Nystactes tamatia, у которого отсутствует четко очерченный полный воротник и который имеет совершенно другой и более выраженный рисунок нижней части тела.

## Биология
В содержимом одного из желудков был обнаружен крупный таракан. Однако также сообщалось о поедании этими птицами мелких позвоночных и крупных членистоногих.